# Sceloporus grammicus
Sceloporus grammicus este o specie de șopârle din genul Sceloporus, familia Phrynosomatidae, descrisă de Arend Friedrich August Wiegmann în anul 1828. A fost clasificată de IUCN ca specie cu risc scăzut.

## Subspecii
Această specie cuprinde următoarele subspecii:
- S. g. microlepidotus
- S. g. grammicus
- S. g. tamaulipensis